# ベルタ・ミュラー
ベルタ・ミュラー（Bertha Mathilde Müller、1848年10月28日 - 1937年1月26日）は、オーストリアの画家である。主に人物画を描いた。

## 略歴
ウィーンで生まれた。父親のレオポルト・ミュラー(Leopold Müller: 1807–1862)は、ドレスデン生まれで版画家になり、ウィーンで版画工房を経営していた。兄弟にはオリエンタリズムの画家になった兄のレオポルト・カール・ミュラー(1834-1892)と、肖像画家になった姉のマリー・ミュラー（1847-1935）がいる。姉のヨゼフィーネ(Josefine: 1839-1906)は画家のエドゥアルト・スヴォボダ(Eduard Swoboda : 1814-1902)と結婚した。
1860年に母親が亡くなり、1862年に父親が亡くなったので、まだ10代だったマリーとベルタの姉妹は、兄のレオポルト・カール・ミュラーによって養育された。兄が画家として成功する1870年ころまで家族は経済的に苦しかった。1877年から1879年の間にウィーンの工芸学校(Kunstgewerbeschule)の予備クラスで学んだ。1878年に兄がウィーン美術アカデミーの教授になり、1880年からマリーとベルタの姉妹はアカデミーの兄の工房の中の小さなスペースをスタジオとして活動し、兄からも指導を受けた。兄の同僚のアウグスト・フォン・ペッテンコーフェン(1822–1889)が亡くなった後、ペッテンコーフェンのスタジオに移った後、ウィーンのケステル通り（Köstlergasse）に姉妹のアトリエを開いて肖像画家として働いた。
ベルタ・ミュラーはウィーンで働く他、シュトゥットガルトでも活動し、ヴュルテンベルク教員協会(Württembergischen Lehrerinnenverein)の会員になり、1903年から1907年の間はヴュルテンベルク女性画家協会(Württembergischen Malerinnenverein)の会員だった。
1937年にウィーンで没した。
肖像画や静物画を描いた。オーストリアの肖像画家、ハインリヒ・フォン・アンゲリ(1840-1925)の描いた各国の王族の肖像画の複製画を描いたことでも知られている。

## 作品

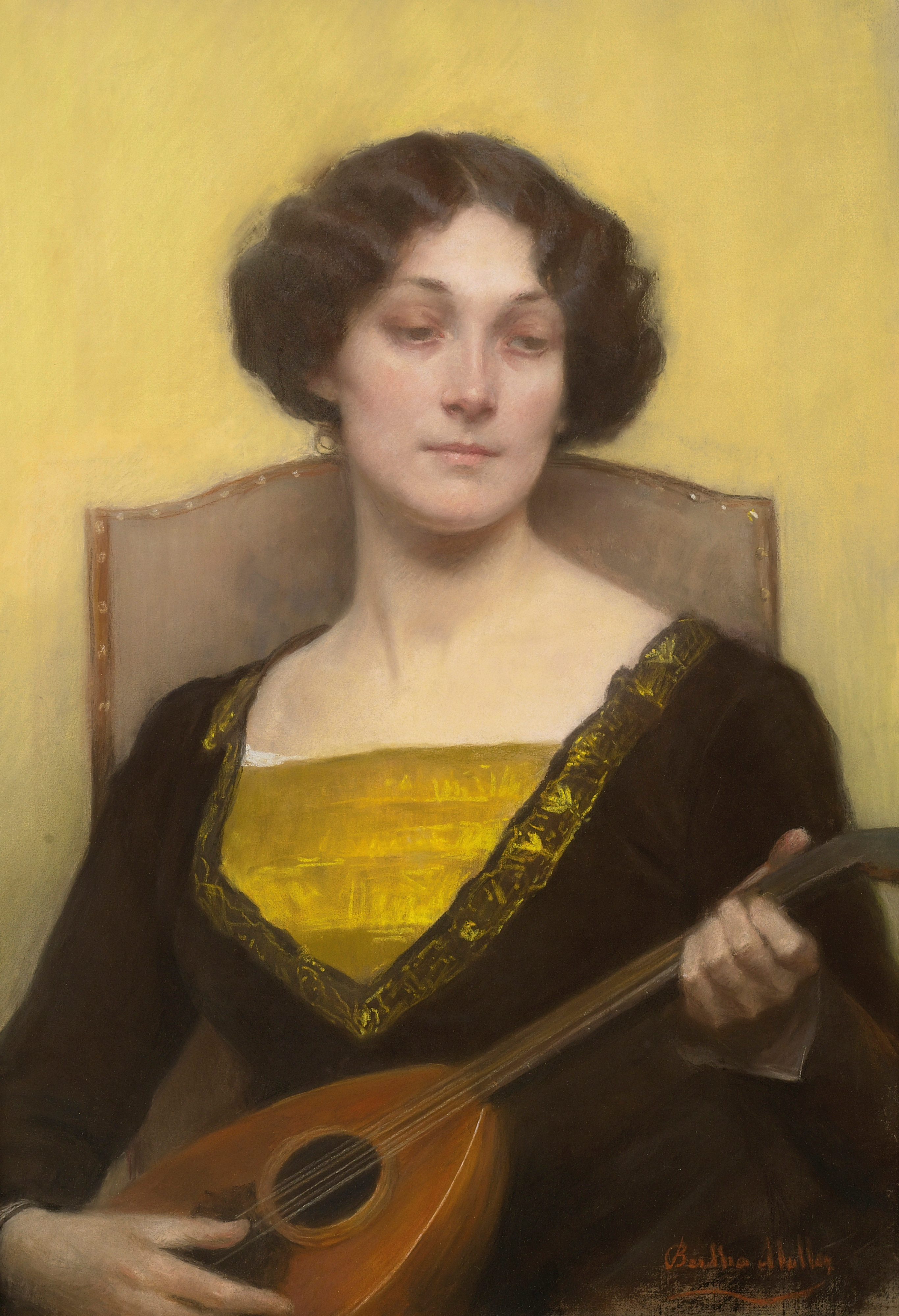
マンドリンを弾くエミーリエ・フレーゲ
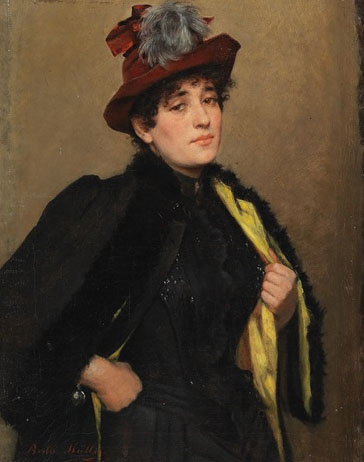
帽子をかぶった女性
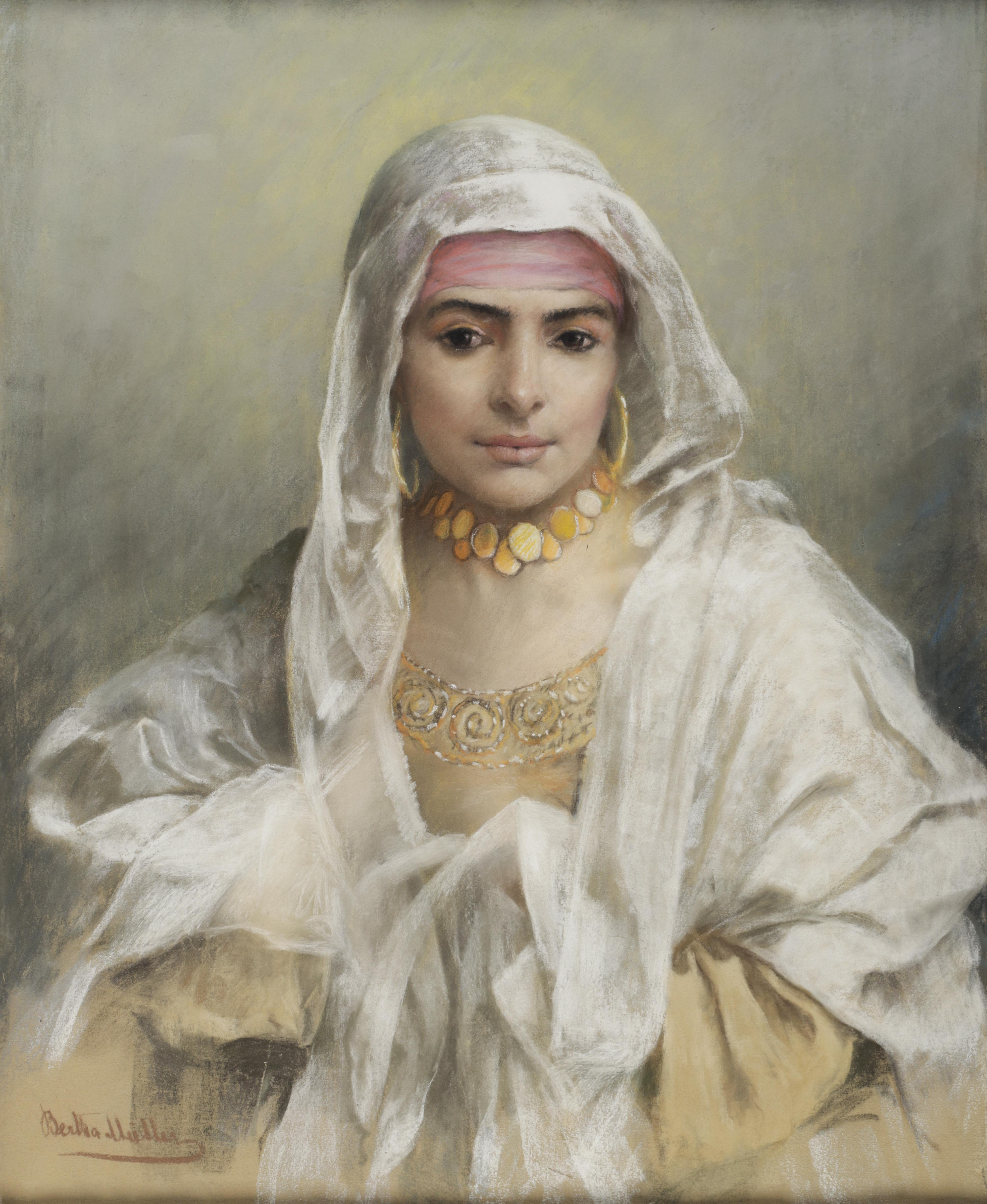
オリエントの女性
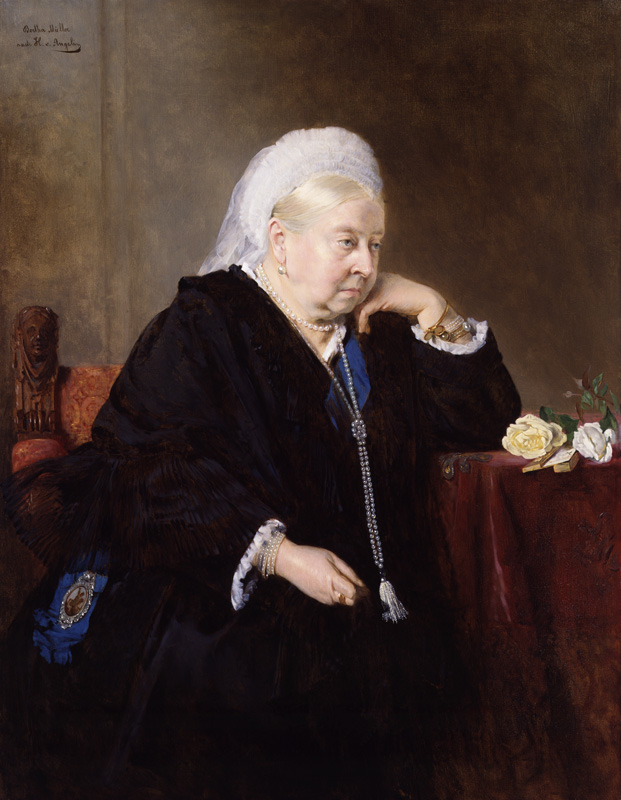
ヴィクトリア女王の複製肖像[5] ナショナル・ポートレート・ギャラリー